# Kazimierz Stańczykowski

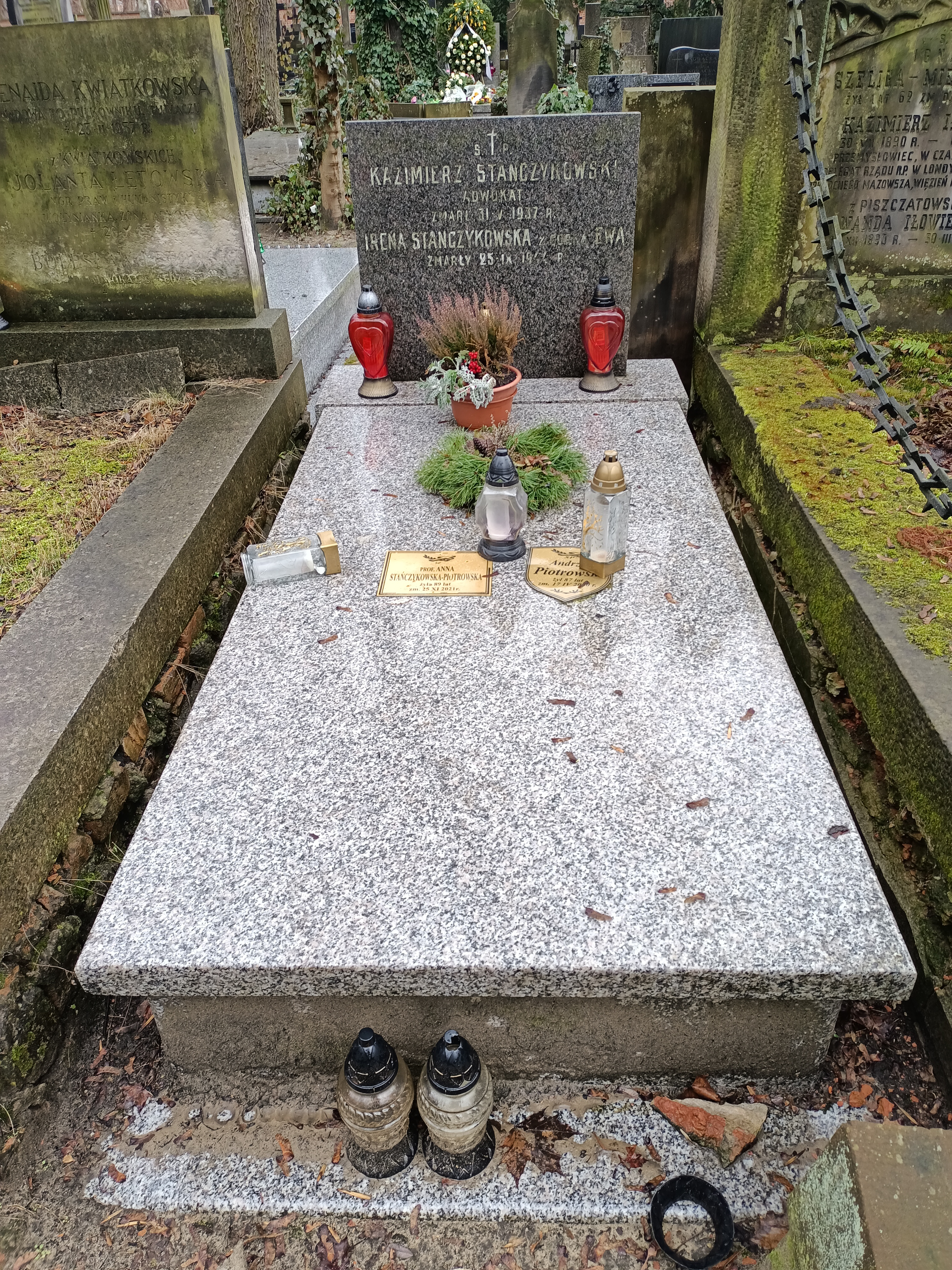
Grób Kazimierza Stańczykowskiego na Cmentarzu Powązkowskim

Kazimierz Wiktor Stańczykowski (ur. 5 lutego 1901 w Idzikowicach, zm. 31 maja 1937 w Warszawie) – polski prawnik, działacz społeczny.

## Życiorys
Kazimierz Stańczykowski uczył się kolejno w gimnazjach w Lublinie, Tomaszowie Mazowieckim i Piotrkowie Trybunalskim. W czasach gimnazjalnych działał w organizacjach samopomocy uczniowskiej, w PET, a od 1917 – w tajnym skautingu (był harcerzem 7 Drużyny im. ks. Józefa Poniatowskiego w Sulejowie, 3 Piotrkowskiej Drużyny im. gen. Henryka Dąbrowskiego w Piotrkowie Trybunalskim). W listopadzie 1918 uczestniczył w rozbrajaniu żołnierzy niemieckich. W lipcu 1920 wstąpił ochotniczo do Wojska Polskiego i do listopada tego roku walczył w 2 szwadronie 6 pułku Ułanów Kaniowskich w wojnie polsko-bolszewickiej na Wołyniu i Podolu, uczestnicząc m.in. w zwycięskiej szarży kawalerii gen. Bolesława Popowicza pod Zasławiem. Po demobilizacji powrócił do gimnazjum w Piotrkowie i w czerwcu 1919 uzyskał maturę. W październiku 1921 rozpoczął studia na Wydziale Prawa Uniwersytetu Warszawskiego. W czerwcu 1927 uzyskał tytuł magistra praw, potem przez rok studiował historię na Wydziale Humanistycznym tegoż uniwersytetu, a od listopada 1928 uczęszczał na seminarium doktoranckie z prawa administracyjnego, którego jednak nie ukończył.
W czasie studiów czynnie uczestniczył w działaniach inspirowanych przez „Zet”. W roku akademickim 1921/1922 był sekretarzem generalnym „Samopomocy” Związku Polskich Kół Młodzieży Szkolnej i działał w Akademickim Związku Postępowo-Narodowym. Był również współtwórcą i prezesem Akademickiego Koła Prowincjonalnego Ziemi Opoczyńskiej. Później zainicjował powstanie kół innych regionów i w roku akademickim 1924/1925 przewodniczył Zrzeszeniu Akademickich Kół Prowincjonalnych (ZAKP) na terenie Warszawy, zaś w latach 1925–1927 – Ogólnopolskiemu ZAKP (do marca 1926 roku pełnił obowiązki prezesa). Należał do „Zet”, a w latach 30. do jego Centralizacji.
We wrześniu 1925 został przyjęty do Organizacji Młodzieży Narodowej (OMN) i w lutym 1926 został prezesem jej okręgu warszawskiego. W tymże roku został wybrany na komisarza Tygodnia Akademickiego w Warszawie oraz na prezesa Bratniej Pomocy Studentów Uniwersytetu Warszawskiego (w wyniku czego ustąpił z prezesury okręgu warszawskiego OMN). Należał również do Związku Patriotycznego, pełnił w nim rolę członka Komitetu Centralnego. W roku akademickim 1926/1927 był wiceprezesem Ogólnopolskiego Związku Akademickich Bratnich Pomocy. W latach 1925–1930 udzielał się również w Lidze Obrony Powietrznej Państwa.
Współuczestniczył w 1929 tworzeniu korporacji studenckiej „Carpatia”. W tym czasie przygotował opracowanie pt. Prasa województwa warszawskiego („Materiały Monograficzne Województwa Warszawskiego” T. 1, 1929). Założył w powiecie opoczyńskim koło Centralnego Związku Młodzieży Wiejskiej „Siew” (CZMW) i został jego wiceprezesem (1928–1931). Równocześnie odbył przeszkolenie wojskowe w Szkole Podchorążych Piechoty w Śremie (październik 1929 – czerwiec 1930), które ukończył w stopniu plutonowego podchorążego (a w 1933 awansował na podporucznika rezerwy).
W 1931 zdał egzaminy sędziowskie i rozpoczął aplikację adwokacką u Czesława Małeckiego, pracując równocześnie jako radca prawny w warszawskim Urzędzie Wojewódzkim, a potem w Komisariacie Rządu na m. st. Warszawę. W dalszym ciągu piastował wiele funkcji społecznych: był członkiem Zarządu Głównego Związku Seniorów OMN, członkiem Związku Polskiej Młodzieży Demokratycznej Szkół Wyższych RP, Głównej Komisji Rewizyjnej tej organizacji, Związku Naprawy Rzeczypospolitej, Komitetu Wychowania Narodowego Młodzieży Polskiej z Zagranicy przy Radzie Organizacyjnej Polaków z Zagranicy (od grudnia 1932, zachęcony przez Tomasza Piskorskiego). Od 1927 był wiceprezesem Centralnego Związku Młodzieży Wiejskiej, a w latach 1932–1934 prezesem wojewódzkiego oddziału warszawskiego CZMW, w latach 1933–1934 – prezesem Związku Zrzeszeń Aplikantów Zawodów Prawniczych (w kolejnych latach pełnił tam funkcje: przewodniczącego Głównej Komisji Rewizyjnej i Sądu Koleżeńskiego). Latem 1934, wraz m.in. z Tomaszem Piskorskim, współorganizował II Zjazd Polonii Zagranicznej. Po zjednoczeniu CZMW ze Związkiem Młodzieży Ludowej i utworzeniu Centralnego Związku Młodej Wsi został członkiem Rady Naczelnej nowej organizacji (w latach 1934–1935), a potem aż do śmierci – przewodniczącym Sądu Koleżeńskiego; współpracował też z jej organem prasowym „Siew Młodej Polski”.
W 1935 uzyskał pełne uprawnienia adwokackie. Został sekretarzem Zarządu Warszawskiego Koła Adwokatów RP.
W 1936 wszedł do Centralnej Rady Działaczy Społecznych. Był wtedy również wiceprezesem Związku Działaczy Społecznych województwa warszawskiego i członkiem Zarządu Stowarzyszenia Przyjaciół Wielkiej Warszawy.
Zmarł w wieku 36 lat wskutek zatrucia organizmu z niewyjaśnionych przyczyn. Został pochowany na cmentarzu Powązkowskim (kwatera 198-2-23), na pogrzebie przemawiali m.in.: prezes Naczelnej Izby Adwokackiej, Franciszek Paschalski i Tomasz Piskorski, który później napisał jego biografię.
Pośmiertnie, 2 czerwca 1937, został odznaczony Złotym Krzyżem Zasługi.

## Życie prywatne
Kazimierz Stańczykowski był najmłodszym z siedmiorga dzieci Jana, właściciela niewielkiego folwarku, młyna wodnego i stawów rybnych, oraz Ewy z Pacanowskich. Ożenił się 23 sierpnia 1930 z Ireną Kamler, z którą miał dwie córki: Annę (ur. 24 września 1932), profesora nauk przyrodniczych w Instytucie Ekologii PAN, Uniwersytecie Przyrodniczo-Humanistycznym w Siedlcach i KUL, autorkę książek dla dzieci z dziedziny przyrody, zamężną z Andrzejem Piotrowskim, i Ewę (ur. 19 lutego 1935), która wraz z matką zginęła w powstaniu warszawskim we wrześniu 1944 w Warszawie.